# Lucas Reiber

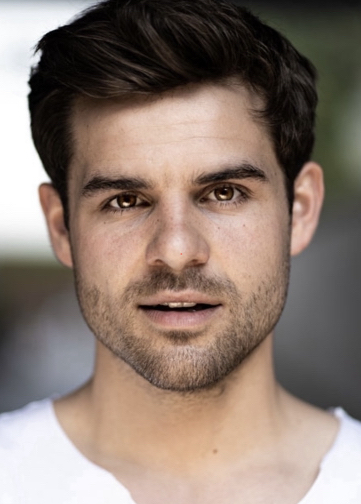
Lucas Reiber (2022)

Lucas Reiber (* 1993 in Berlin) ist ein deutscher Schauspieler.

## Leben
Reiber stand 2003 im Alter von zehn Jahren erstmals auf der Bühne; er verkörperte den Jungen Gavroche in dem Musical Les Misérables im Theater des Westens. Ab 2008 war er Mitglied im „jungen Ensemble“ (jE) des Friedrichstadtpalastes, wo er von 2008 bis 2011 eine Gesangs- und Schauspielausbildung absolvierte, sowie Tanzunterricht erhielt. Er wirkte dort in mehreren Produktionen mit. Ab 2011 folgten weitere Schauspielcoachings sowie weiterhin Gesangsunterricht.
2009 spielte er, unter der Regie von Peter Keglevic, seine erste Filmrolle in dem zweiteiligen Fernsehfilm Ken Folletts Eisfieber. Er verkörperte darin den Jugendlichen Greg an der Seite von Heiner Lauterbach (als Gregs Großvater Stanley Oxenford) und Sophie von Kessel (als Gregs Mutter Olga). In seinem ersten Kinofilm, dem Jugendfilm Rock It! (2010), spielte er neben Maria Ehrich und Emilia Schüle die Rolle des Marc, den Keyboarder der Rockband. 2011 hatte er neben Christian Ulmen eine Hauptrolle in dem Kinofilm Einer wie Bruno; er spielte den jungen Musiker Benny Schmidtbauer.
In der Filmkomödie Fack ju Göhte 2 (2015) spielte Reiber die Rolle des Etienne („Ploppi“). Reiber bildete, nach Meinung von Christoph Schröder in der Wochenzeitung Die Zeit, in Fack ju Göhte 2 „den einzigen Lichtblick“. 2016 erhielt er gemeinsam mit Anna Lena Klenke, Gizem Emre, Max von der Groeben, Aram Arami und Jella Haase den Bayerischen Filmpreis.
Reiber wirkte in mehreren Fernsehfilmen in Haupt- und Nebenrollen mit. In dem ZDF-Dreiteiler Das Adlon. Eine Familiensaga (Erstausstrahlung: Januar 2013) hatte er im 3. Teil die kleine Rolle des Hotelpagen Raphael. In der ZDF-Fernsehkomödie Zwei mitten im Leben (Erstausstrahlung: Januar 2014) spielte er Henry, den Freund des Drogen konsumierenden 17-jährigen Sohns der Bürgermeisterin Bea Westkamp (Johanna Gastdorf).
In dem ARD-Fernsehfilm Sprung ins Leben war er im März 2014, an der Seite von Simone Thomalla, in seiner ersten Hauptrolle im Fernsehen zu sehen. Er spielte darin den begabten Fußballspieler Sebastian, der nach einem Autounfall im Rollstuhl sitzt. Er zeichnete in seiner Rolle ein „sensibles Porträt eines traumatisierten Jugendlichen.“ In dem Fernsehzweiteiler Die Himmelsleiter – Sehnsucht nach Morgen (Erstausstrahlung: Februar 2015) spielte er Bruno Zettler, den Sohn des Kölner Schwarzmarkthändlers und ehemaligen NS-Ortsgruppenleiters Armin Zettler. In dem ZDF-Thriller Die Mutter des Mörders (Erstausstrahlung: September 2015) hatte er die Hauptrolle, an der Seite von Natalia Wörner. Er verkörperte Matis, den 20-jährigen, geistig behinderten Sohn der Supermarktverkäuferin Maria, der nach einem Gewaltverbrechen unter Mordverdacht gerät. Für seine schauspielerische Leistung in Die Mutter des Mörders wurde er 2016 mit dem New Faces Award ausgezeichnet.
Reiber übernahm auch Rollen in Fernsehserien. In der 3. Staffel der RTL-Serie Doctor’s Diary spielte er in den Szenen mit den Kindheitserinnerungen die Rolle des jungen Marc Meier, gespielt von Florian David Fitz. In der mehrfach ausgezeichneten Disney-Serie Binny und der Geist stand er in beiden Staffeln als Niklas Neudecker vor der Kamera. Zwei Folgen, in denen er als Episodenhauptrolle mitwirkte, wurden 2015 mit dem Goldenen Spatz ausgezeichnet. Weitere Episodenhauptrollen hatte er u. a. in den Fernsehserien Heldt (2013; als querschnittsgelähmtes Unfallopfer Manuel Unterberg) und in SOKO Leipzig (2013; als bester Freund eines an einer Überdosis Crystal Meth gestorbenen jungen Mannes). Im Januar 2017 war Reiber in der ZDF-Krimiserie SOKO München in einer Episodenhauptrolle als Ex-Freund einer toten Nachwuchstennisspielerin zu sehen. In dem Märchenfilm Der starke Hans (2020) aus der ARD-Filmreihe Sechs auf einen Streich verkörperte er die Titelrolle.
Seit 2025 ist Reiber als Kriminaloberkommissar und IT-Spezialist Nils Makowski in der ZDF-Krimireihe Ein starkes Team zu sehen.
Reiber spielt, parallel zu seiner Filmkarriere, gelegentlich auch Theater. Im März/April 2013 trat er im Theater am Kurfürstendamm in Berlin in der Rolle des Teenagers und Halbwaisen Jay in der Tragikomödie Eine ganz normale Familie von Neil Simon auf. Seine Bühnenpartner waren Peggy Lukac (als Großmutter) und Chiara Schoras (als Tante Bella).
Reiber ist Mitglied der Deutschen Filmakademie.

## Filmografie (Auswahl)

### Kino
- 2010: Rock It!
- 2011: Kinderspiel
- 2011: Einer wie Bruno
- 2012: Für Elise
- 2015: Becks letzter Sommer
- 2015: Fack ju Göhte 2
- 2016: Verrückt nach Fixi
- 2017: Hanni & Nanni – Mehr als beste Freunde
- 2017: Die Unsichtbaren – Wir wollen leben
- 2017: Fack ju Göhte 3
- 2019: Abikalypse
- 2022: Liebesdings

### Fernsehen
- 2009: Ken Folletts Eisfieber (Fernsehzweiteiler)
- 2011: Doctor’s Diary (Fernsehserie, 4 Folgen)
- 2011: Notruf Hafenkante (Fernsehserie, Folge: Die ganze Wahrheit)
- 2011: Klarer Fall für Bär
- 2013: Das Adlon. Eine Familiensaga (Fernsehdreiteiler, Teil 3)
- 2013: Heldt (Fernsehserie, Folge Gefährliches Spielzeug)
- 2013, 2022: SOKO Leipzig (Fernsehserie, verschiedene Rollen, 2 Folgen)
- 2013: Der Alte (Fernsehserie, Folge Gestern ist nie vorbei)
- 2014: Zwei mitten im Leben (Fernsehfilm)
- 2014: Sprung ins Leben (Fernsehfilm)
- 2014: Herzensbrecher – Vater von vier Söhnen (Fernsehserie, Folge Fahrerflucht)
- 2014–2016: Binny und der Geist (Fernsehserie, 3 Folgen)
- 2015: Die Himmelsleiter (Fernsehzweiteiler)
- 2015: Die Mutter des Mörders (Fernsehfilm)
- 2015: Prinzessin Maleen (Fernsehfilm)
- 2015, 2017: SOKO München (Fernsehserie, verschiedene Rollen, 2 Folgen)
- 2016: Der Urbino-Krimi: Die Tote im Palazzo (Fernsehreihe)
- 2016: Club der roten Bänder (Fernsehserie, 4 Folgen)
- 2017: Die Spezialisten – Im Namen der Opfer (Fernsehserie, Folge Der GAU)
- 2017: Der Kriminalist (Fernsehserie, Folge Der verlorene Sohn)
- 2017: Katie Fforde: Bruderherz (Fernsehreihe)
- 2020: ÜberWeihnachten (Fernsehdreiteiler)
- 2020: Herzkino.Märchen: Schneewittchen am See (Fernsehreihe)
- 2020: Der starke Hans (Fernsehfilm der ARD-Reihe Sechs auf einen Streich)
- 2022: Das Licht in einem dunklen Haus (Fernsehfilm)
- 2024: Rosamunde Pilcher: Frühstück bei Tessa (Fernsehreihe)
- 2025: Ein starkes Team: Der tote Mörder (Fernsehreihe)
- 2025: Ein starkes Team: Fast perfekte Morde

## Auszeichnungen
- 2016: Bayerischer Filmpreis als Bester Nachwuchsschauspieler für Fack ju Göhte 2
- 2016: New Faces Award als Bester Nachwuchsschauspieler für Die Mutter des Mörders